# Saint-Laurent-sur-Manoire
Saint-Laurent-sur-Manoire är en kommun i departementet Dordogne i regionen Nouvelle-Aquitaine i sydvästra Frankrike. Kommunen ligger i kantonen Saint-Pierre-de-Chignac som tillhör arrondissementet Périgueux. År 2018 hade Saint-Laurent-sur-Manoire 1 021 invånare.

## Befolkningsutveckling
Antalet invånare i kommunen Saint-Laurent-sur-Manoire
Referens:INSEE